# Saint-Projet, Lot
Saint-Projet är en kommun i departementet Lot i regionen Occitanien i södra Frankrike. Kommunen ligger i kantonen Gourdon som tillhör arrondissementet Gourdon. År 2022 hade Saint-Projet 354 invånare.

## Befolkningsutveckling
Antalet invånare i kommunen Saint-Projet
| Referens: INSEE |